# Giro di Toscana 2006
Il Giro di Toscana 2006, settantanovesima edizione della corsa e valida come evento dell'UCI Europe Tour 2006 categoria 1.1, si svolse il 30 aprile 2006 su un percorso totale di 198,5 km. Fu vinto dal polacco Przemysław Niemiec che terminò la gara in 5h02'05", alla media di 39,426  km/h.
Partenza con 122 ciclisti, dei quali 48 portarono a termine il percorso.

## Ordine d'arrivo (Top 10)
| Pos. | Corridore             | Squadra       | Tempo    |
| ---- | --------------------- | ------------- | -------- |
| 1    | Przemysław Niemiec    | Miche         | 5h02'05" |
| 2    | Giuliano Figueras     | Lampre        | a 2"     |
| 3    | Volodymyr Duma        | Univ. Caffè   | s.t.     |
| 4    | Rinaldo Nocentini     | Acqua & Sap.  | s.t.     |
| 5    | Krzysztof Szczawinski | Cer. Flaminia | s.t.     |
| 6    | Roberto Petito        | Tenax         | s.t.     |
| 7    | Giampaolo Cheula      | Barloworld    | s.t.     |
| 8    | Cristian Gasperoni    | Naturino      | s.t.     |
| 9    | Kanstancin Siŭcoŭ     | Acqua & Sap.  | s.t.     |
| 10   | Daniele Pietropolli   | Tenax         | a 53"    |